# 디즈니 레전즈

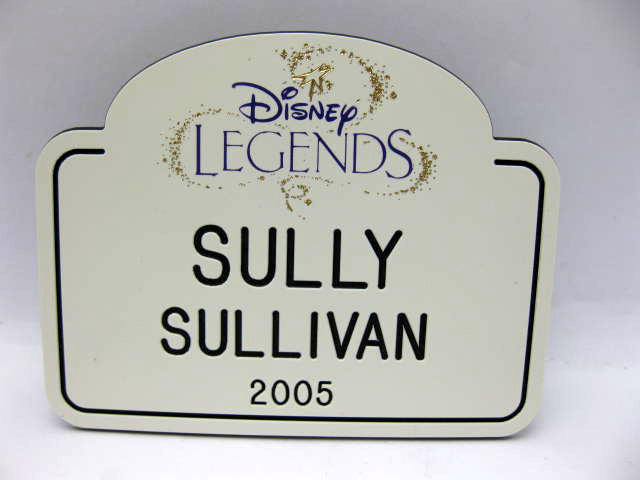
디즈니 레전드에 주어지는 이름표

디즈니 레전즈(Disney Legends)는 1987년에 월트 디즈니 컴퍼니가 설립한 상이다. 레전즈는 선정위원회에 의해 선정된다. 1987년부터 매년 개최되었지만, 1988년에만 개최되지 않았다. 1987년 만들어진 이 상은 매년 개최되다가 2009년 이후로 디즈니의 D23 엑스포 기간 중 2년에 한 차례 수상된다.